# چارنوژکی
چارنوژکی (به لهستانی:  Czarnorzeki) یک روستا در لهستان است که در گمینا کورچنا واقع شده‌است.